# Альфонс Ареола
Альфо́нс Ареола́ (нар. 27 лютого 1993, Париж, Франція) — французький футболіст, воротар французького Парі Сен-Жермен та збірної Франції, граючий на правах оренди за «Вест Гем».

## Клубна кар'єра
Народився 27 лютого 1993 року в Парижі. Вихованець футбольної школи клубу «Парі Сен-Жермен». 18 травня 2013 року дебютував в основній команді клубу, вийшовши на заміну замість основного воротаря Сальваторе Сірігу у передостанньому турі чемпіонату, перемогу в якому на той момент паризький клуб вже собі забезпечив. В останній грі сезону 2012/13 провів свою другу гру за ПСЖ, цього разу вийшовши в «основі».
Протягом наступних трьох сезонів здобував досвід регулярних виступів на дорослому рівні, перебуваючи в орендах, спочатку у друголіговому «Лансі», згодом у «Бастії» з Ліги 1, а в сезоні 2015/16 грав в іспанській Прімері за «Вільярреал». В усіх цих командах був основним воротарем.
Повернувшись до «Парі Сен-Жермен» з останньої оренди 2016 року, увімкнувся у боротьбу за місце основного воротаря з німцем Кевіном Траппом, що приєднався до команди роком раніше. 13 вересня 2016 року отримав свій шанс у грі Ліги чемпіонів проти лондонського «Арсенала», в якій гарно себе проявив і на деякий час став головною опцією тренерського штабу на воротарській позиції. До середини жовтня провів 8 матчів у всіх турнірах, 4 з яких відстояв «на нуль». Проте трохи згодом його форма погіршилася і в грудні він видав серію з матчів, в яких пропустив 10 голів при тому, що усього по його воротах було здійснено лише 11 ударів. Відтоді до кінця сезону майже не виходив на поле.
Утім вже з початку сезону 2017/18 знову став основним воротарем в іграх чемпіонату та Ліги чемпіонів, Кевіну Траппу тренерський штаб залишив можливість проявляти себе лише у внутрішніх кубкових турнірах. Захищав ворота ПСЖ у 34 з 38 матчів чемпіонату, який завершився впевненою перемогою його команди.
2 вересня 2019 відправлений в оренду на один сезон до мадридського «Реала», в обмін на придбання парижанами Кейлора Наваса. Був дублером Тібо Куртуа і провів за сезон дев'ять матчів за «королівський клуб» в усіх турнірах.
9 вересня 2020 року на умовах річної оренди з правом подальшого викупу приєднався до англійського «Фулгема».

## Виступи за збірні
2008 року дебютував у складі юнацької збірної Франції, взяв участь у 36 іграх на юнацькому рівні.
Протягом 2012—2014 років залучався до складу молодіжної збірної Франції. На молодіжному рівні зіграв у 27 офіційних матчах.
2015 року отримав свій перший виклик до лав національної збірної Франції. Згодом регулярно викликався до збірної, проте в офіційних матчах так й не дебютував. Не маючи в активі жодної гри за головну збірну Франції, у травні 2018 року був включений до її заявки для участі у тогорічному чемпіонаті світу в Росії, де йому відводилося місця третього воротаря, резервіста Уго Льоріса і Стіва Манданди.
Дебютував за збірну 6 вересня 2018 у домашньому матчі Ліги націй проти Німеччини.

## Статистика виступів

### Статистика клубних виступів
Станом на 1 серпня 2020
| Сезон                       | Команда                     | Чемпіонат                   | Чемпіонат | Чемпіонат | Національний кубок | Національний кубок | Національний кубок | Континентальні кубки | Континентальні кубки | Континентальні кубки | Інші змагання | Інші змагання | Інші змагання | Усього | Усього |
| Сезон                       | Команда                     | Ліга                        | Ігор      | Голів     | Ліга               | Ігор               | Голів              | Ліга                 | Ігор                 | Голів                | Ліга          | Ігор          | Голів         | Ігор   | Голів  |
| --------------------------- | --------------------------- | --------------------------- | --------- | --------- | ------------------ | ------------------ | ------------------ | -------------------- | -------------------- | -------------------- | ------------- | ------------- | ------------- | ------ | ------ |
| 2012–13                     | «Парі Сен-Жермен»           | Л1                          | 2         | -1        | КФ+КЛ              | 0                  | -0                 | ЛЧ                   | 0                    | -0                   | -             | -             | -             | 2      | -1     |
| 2013–14                     | «Ланс»                      | Л2                          | 35        | -31       | КФ+КЛ              | 1+0                | -1                 | -                    | -                    | -                    | -             | -             | -             | 36     | -32    |
| 2014–15                     | «Бастія»                    | Л1                          | 36        | -43       | КФ+КЛ              | 1+3                | -5                 | -                    | -                    | -                    | -             | -             | -             | 40     | -48    |
| 2015–16                     | «Вільярреал»                | ПД                          | 32        | -26       | КІ                 | 0                  | -0                 | ЛЄ                   | 5                    | -6                   | -             | -             | -             | 37     | -32    |
| 2016–17                     | «Парі Сен-Жермен»           | Л1                          | 15        | -14       | КФ+КЛ              | 5+1                | -0                 | ЛЧ                   | 6                    | -7                   | СФ            | 0             | -0            | 27     | -21    |
| 2017–18                     | «Парі Сен-Жермен»           | Л1                          | 34        | -25       | КФ+КЛ              | 0                  | -0                 | ЛЧ                   | 8                    | -9                   | СФ            | 1             | -1            | 43     | -35    |
| 2018–19                     | «Парі Сен-Жермен»           | Л1                          | 21        | -17       | КФ+КЛ              | 5+2                | -2-2               | ЛЧ                   | 3                    | -6                   | СФ            | —             | —             | 31     | -27    |
| серп. 2019                  | «Парі Сен-Жермен»           | Л1                          | 3         | -2        | КФ+КЛ              | 0                  | 0                  | ЛЧ                   | 0                    | 0                    | СФ            | -1            | -1            | 4      | -3     |
| Усього за «Парі Сен-Жермен» | Усього за «Парі Сен-Жермен» | Усього за «Парі Сен-Жермен» | 75        | -59       |                    | 13                 | -4                 |                      | 17                   | -22                  |               | 2             | -2            | 107    | -87    |
| 2019–20                     | «Реал Мадрид»               | ПД                          | 4         | -5        | КІ                 | 3                  | -5                 | ЛЧ                   | 2                    | -1                   | СІ            | 0             | 0             | 9      | -11    |
| Усього за кар'єру           | Усього за кар'єру           | Усього за кар'єру           | 182       | -164      |                    | 21                 | -15                |                      | 24                   | -29                  |               | 2             | -2            | 229    | -210   |

### Статистика виступів за збірну
Станом на 1 серпня 2020
| Дата     | Місто    | Господарі | Результат | Гості      | Турнір                               | Голи | Примітки |
| -------- | -------- | --------- | --------- | ---------- | ------------------------------------ | ---- | -------- |
| 6-9-2018 | Мюнхен   | Німеччина | 0 – 0     | Франція    | Ліга націй УЄФА 2018-2019 - 1-й етап | -    |          |
| 9-9-2018 | Сен-Дені | Франція   | 2 – 1     | Нідерланди | Ліга націй УЄФА 2018-2019 - 1-й етап | -1   |          |
| 4-6-2019 | Нант     | Франція   | 2 – 0     | Болівія    | товариський матч                     | -    |          |
| Усього   |          | Матчів    | 3         |            | Голів                                | -1   |          |

| Дата       | Місто                     | Господарі | Результат | Гості      | Турнір                             | Голи | Примітки |
| ---------- | ------------------------- | --------- | --------- | ---------- | ---------------------------------- | ---- | -------- |
| 9-9-2013   | Міський стадіон (Борисов) | Білорусь  | 1 – 2     | Франція    | Кваліфікація молодіжного Євро-2015 | -1   |          |
| 14-10-2013 | Лаугардалсволлур          | Ісландія  | 3 – 4     | Франція    | Кваліфікація молодіжного Євро-2015 | -3   |          |
| 18-11-2013 | Париж                     | Франція   | 1 – 1     | Нідерланди | Товариський матч                   | -1   |          |
| 4-9-2014   | Нур-Султан                | Казахстан | 1 – 5     | Франція    | Кваліфікація молодіжного Євро-2015 | -1   |          |
| 8-9-2014   | Осер                      | Франція   | 1 – 1     | Ісландія   | Кваліфікація молодіжного Євро-2015 | -1   |          |
| 10-10-2014 | Ле-Ман                    | Франція   | 2 – 0     | Швеція     | Кваліфікація молодіжного Євро-2015 | -    |          |
| 14-10-2014 | Гальмстад                 | Швеція    | 4 – 1     | Франція    | Кваліфікація молодіжного Євро-2015 | -4   |          |
| 13-11-2014 | Ла-Спеція                 | Італія    | 1 – 1     | Франція    | Товариський матч                   | -1   |          |
| 17-11-2014 | Брест                     | Франція   | 3 – 2     | Англія     | Товариський матч                   | -2   | 64'      |
| Усього     |                           | Матчів    | 9         |            | Голів                              | -14  |          |

## Титули і досягнення
- «Парі Сен-Жермен»

Чемпіон Франції (3): 2012-13, 2017-18, 2018-19
Володар Кубка Франції (2): 2016-17, 2017-18
Володар Кубка французької ліги (2): 2016-17, 2017-18
Володар Суперкубка Франції (4): 2016, 2017, 2018, 2019
- «Реал Мадрид»

Володар Суперкубка Іспанії (1): 2019
Чемпіон Іспанії (1): 2019-20
- «Вест Гем Юнайтед»

Переможець Ліги конференцій УЄФА (1): 2022-23
- Юнацька збірна Франції U-20

Чемпіон світу (U-20) (1): 2013
- Збірна Франції:

Чемпіон світу (1): 2018
Віцечемпіон світу (1): 2022